# Yorkshire (Nueva York)
Yorkshire es un pueblo ubicado en el condado de Cattaraugus en el estado estadounidense de Nueva York. En el año 2000 tenía una población de 4210 habitantes y una densidad poblacional de 44 personas por km².

## Demografía
Según la Oficina del Censo en 2000 los ingresos medios por hogar en la localidad eran de $31,060, y los ingresos medios por familia eran $39,229. Los hombres tenían unos ingresos medios de $30,103 frente a los $22,205 para las mujeres. La renta per cápita para la localidad era de $15,842. Alrededor del 13.7% de la población estaban por debajo del umbral de pobreza.